# Перстач кримський
Перстач кримський (Potentilla taurica) — вид трав'янистих рослин родини розові (Rosaceae), ендемік Криму.

## Поширення
Європа: Україна — Крим.